# Shahla Riahi
Shahla Riahi, née en septembre 1926 à Téhéran, est une metteuse en scène et la « première réalisatrice dans les annales du cinéma iranien, avec Marjan (en), en 1956. » Elle est aussi actrice et est morte le 31 décembre 2019.

## Biographie
Elle est née en 1926 à Téhéran.
À 14 ans, elle épouse Esmaïl Riahi, un acteur formé à la mise en scène théatrâle puis à la réalisation cinématographique. Elle commence à faire des mises en scène à Téhéran dès 1944, et acquiert rapidement une certaine notoriété dans son pays. Elle apprend le métier d'actrice à 17 ans, et joue ensuite au fil des ans dans plus de 70 films. Mais elle fait aussi sa première réalisation cinématographique, avec Marjan (en), en 1956. Elle est la première femme réalisatrice iranienne.
Elle meurt le 31 décembre 2019 à Téhéran, à 93 ans.